# Pilistvere
Pilistvere – wieś w Estonii, w prowincji Viljandi, w gminie Kõo.